# 音楽都市
ユネスコの音楽都市（おんがくとし）プログラムは、創造都市ネットワークプロジェクトの一環である。
このネットワークプロジェクトは2004年に創設され、7つの創造的分野の都市が指定されている。他の分野は、工芸、デザイン、映画、食文化、文学、そしてメディアアートである。

## 音楽都市の評価基準
音楽都市に指定されるためには、都市はユネスコが定めたいくつかの評価基準を満たさなければならない。
指定されたユネスコの音楽都市には共通の特徴がある。
- 音楽創造活動の中心地である
- 国内および国際的音楽祭の主催経験がある
- あらゆる形態の音楽産業の振興をしている
- 音楽学校、音楽大学、音楽専門の高等教育機関がある
- アマチュア合唱団やオーケストラを含む、音楽教育の様々な仕組みがある
- 特定の音楽のジャンルおよび/又は他国の音楽に特化した国内外のプラットフォームがある
- 野外オーディトリアムなど、音楽の練習や鑑賞に適した文化施設がある

## 様々な音楽都市
2006年3月、セビリアが最初の音楽都市に指定された。およそ2か月後にボローニャが続いた。
セビリアには「伝説的フラメンコのシーン」があり、ユネスコはフラメンコを無形文化遺産に登録していた。
浜松市は楽器メーカーであるヤマハ、カワイ、そしてローランドの創業地である。また楽器博物館もある。
リヴァプール─「ビートルズを生んだ街」─は、音楽が「都市生活の中心である」ことから指定された。ユネスコはまた、若者のための音楽、教育、そして技能戦略が「明らかに定義されている」と指摘した。
イダーニャ＝ア＝ノーヴァは「音楽のリズムによる生活」、ヘントは「文化に満ちた街」、オークランドは「ニュージーランド音楽産業の鼓動する地」として評価された。
アデレードは「洗練され、文化的で、こぎれいでカジュアル」な点、大邱は「快適で進歩的」な点、リリア (スペイン)は「中世と近代が混在する心地よい」点が評価された。

## 音楽都市の一覧
2021年時点で、50の音楽都市がユネスコによって指定されている。
内訳はヨーロッパが19都市、アジアと中東が10都市、南北アメリカはそれぞれ6都市、アフリカは4都市、オセアニアが2都市である。
2つの都市が指定されている国は7か国ある。インド、コロンビア、ポルトガル、そしてイギリスは、3都市が指定されている。
音楽都市は次の通り。
| 都市                     | 国                       | 登録年 |
| ------------------------ | ------------------------ | ------ |
| アデレード               | オーストラリア           | 2015   |
| アルマトイ               | カザフスタン             | 2017   |
| アマランテ               | ポルトガル               | 2017   |
| アンボン                 | インドネシア             | 2019   |
| オークランド             | ニュージーランド         | 2017   |
| ベルファスト             | イギリス                 | 2021   |
| バニャ・ルカ             | ボスニア・ヘルツェゴビナ | 2023   |
| ビサウ                   | ギニアビサウ             | 2023   |
| ボゴタ                   | コロンビア               | 2012   |
| ボローニャ               | イタリア                 | 2006   |
| ボルツァーノ             | イタリア                 | 2023   |
| ブラザヴィル             | コンゴ共和国             | 2013   |
| ブルノ                   | チェコ                   | 2017   |
| ブィドゴシュチュ         | ポーランド               | 2023   |
| カラカス                 | ベネズエラ               | 2023   |
| チェンナイ               | インド                   | 2017   |
| ダラット                 | ベトナム                 | 2023   |
| 大邱                     | 大韓民国                 | 2017   |
| エッサウィラ             | モロッコ                 | 2019   |
| フルティジャール         | チリ                     | 2017   |
| ヘント                   | ベルギー                 | 2009   |
| グラスゴー               | イギリス                 | 2008   |
| グワーリヤル             | インド                   | 2023   |
| 浜松                     | 日本                     | 2014   |
| ハノーファー             | ドイツ                   | 2014   |
| ハバナ                   | キューバ                 | 2019   |
| イダーニャ＝ア＝ノーヴァ | ポルトガル               | 2015   |
| イポー                   | マレーシア               | 2023   |
| カンザスシティ           | アメリカ                 | 2017   |
| カトヴィツェ             | ポーランド               | 2015   |
| カザン                   | ロシア                   | 2019   |
| キングストン             | ジャマイカ               | 2015   |
| キンシャサ               | コンゴ民主共和国         | 2015   |
| クルシェヒル             | トルコ                   | 2019   |
| レイリア                 | ポルトガル               | 2019   |
| リリア (スペイン)        | スペイン                 | 2019   |
| ロンドン                 | カナダ                   | 2021   |
| リヴァプール             | イギリス                 | 2015   |
| マンハイム               | ドイツ                   | 2014   |
| メデジン                 | コロンビア               | 2015   |
| メス                     | フランス                 | 2019   |
| メヒカリ                 | メキシコ                 | 2023   |
| モントルー               | スイス                   | 2023   |
| モレリア                 | メキシコ                 | 2017   |
| ノーショーピング         | スウェーデン             | 2017   |
| ペーザロ                 | イタリア                 | 2017   |
| ポートオブスペイン       | トリニダード・トバゴ     | 2019   |
| プライア                 | カーボベルデ             | 2017   |
| ラマッラー               | パレスチナ               | 2019   |
| サルヴァドール           | ブラジル                 | 2015   |
| サナンダジュ             | イラン                   | 2019   |
| シャンルウルファ         | トルコ                   | 2023   |
| サントドミンゴ           | ドミニカ共和国           | 2019   |
| セビリア                 | スペイン                 | 2006   |
| スファンブリ             | タイ                     | 2023   |
| タリン                   | エストニア               | 2021   |
| 統営                     | 大韓民国                 | 2015   |
| トゥールーズ             | フランス                 | 2023   |
| バジェドゥパル           | コロンビア               | 2019   |
| バルパライソ             | チリ                     | 2019   |
| ヴァーラーナシー         | インド                   | 2015   |
| ヴァラジュディン         | クロアチア               | 2023   |
| ノヴゴロド               | ロシア                   | 2023   |
| ヴェスプレーム           | ハンガリー               | 2019   |
| ヴラニェ                 | セルビア                 | 2019   |